# Robleda (Marca del Este)
Robleda es una ciudad perteneciente al universo de ficción del juego de rol titulado Aventuras en la Marca del Este.

## Descripción
La ciudad de Robleda es el enclave más importante de La Marca del Este y el centro neurálgico de toda su actividad.
A pesar de ser una ciudad relativamente pequeña, es un lugar complejo, que sirve de puesto adelantado de Reino Bosque en la peligrosa región limítrofe con los reinos de Ungoloz y Visirtán.
Está situada en pleno Camino del Comercio (también conocido como Camino de Manticora), una vía principal que cruza toda la marca de este a oeste.
Su población se cifra en unas 5.000 almas, en su mayoría humanos, aunque es posible encontrar allí a otras especies, especialmente elfos y medianos.
A ella llegan habitualmente numerosos viajeros, comerciantes y aventureros procedentes de todas partes (y es aquí donde suelen comenzar las partidas del juego).
La ciudad está protegida por una muralla construida sobre un terraplén empinado. Ese muro exterior cuenta con torres de vigía hechas de madera y reforzadas con piedra.
Las viviendas de Robleda son bajas, casi todas de una o dos plantas, construidas en piedra y madera.
Las calles de la ciudad son estrechas y empedradas, manteniéndose limpias y cuidadas. Se abren y distribuyen desde la plaza central de la villa, donde se levanta la casona del Consistorio del Burgomaestre.
Al lado del Consistorio se encuentra el Alguacilazgo de la Guarda de Robleda y la pequeña prisión anexa.
Muy próxima a la plaza, está la casona donde se reúne el influyente Consejo de Vecería de Robleda, que se dedica a velar por el cuidado de las veredas de pastoreo, así como la organización de las recuas de arriendo para el trajín de los campos de labranza. La Guarda de Vecería cuida de los campos, manteniendo a raya a alimañas y ladrones de ganado.
La ciudad se asienta sobre una pequeña colina que domina los llanos prados circundantes, a la vera del caudaloso Arroyosauce, que discurre por el lado este de la ciudad.
La economía de la villa se basa principalmente en la agricultura, especialmente de cultivo del cereal, y los frutales, así como en la ganadería y la pesca.